# Thích Quảng Đức
Hòa thượng Thích Quảng Ðức (vietnamita: /tʰɪ̌t kwɐ̂ːŋ ɗɨ̌k/ (escucharⓘ); nacido como Lâm Văn Tức; Hoi Khanh, Indochina Francesa; 1897-Saigón, Vietnam del Sur; 11 de junio de 1963) fue un monje budista mahāyāna vietnamita que se quemó hasta morir en una calle muy transitada de Saigón (actualmente Ciudad Ho Chi Minh) el 11 de junio de 1963.
Thích Quảng Đức lo hizo en señal de protesta contra las persecuciones que sufrían los budistas por parte del gobierno de Ngô Đình Diệm. Las fotografías del hecho dieron la vuelta al mundo y sirvieron para cuestionar las políticas adoptadas por el régimen de Diệm. Malcolm Browne ganó un premio Pulitzer por la fotografía del monje ardiendo, y David Halberstam realizó un informe sobre el hecho. Después de su funeral, en el que sus restos fueron finalmente reducidos a cenizas, el corazón de Quang Duc no se quemó; fue recuperado y atesorado como una reliquia. Este hecho fue tomado como un símbolo de su compasión y llevó a los budistas vietnamitas a honrarlo como bodhisattva.
El acto de Thích Quảng Đức incrementó la presión internacional contra Diệm, por lo que anunció diversas reformas con la intención de apaciguar a los budistas. Sin embargo, estas medidas no fueron implementadas del todo, generando un deterioro en la disputa. Las protestas continuaron, y las Fuerzas Especiales del Ejército de la República de Vietnam (ERVN), leales al hermano de Diệm, Ngô Ðình Nhu, atacaron varias pagodas budistas causando numerosas muertes. Varios monjes siguieron el ejemplo de Thích Quảng Đức y se quemaron hasta la muerte. Finalmente, un golpe de Estado derrocó y asesinó a Diệm en noviembre. La inmolación fue vista como un momento crucial dentro de la crisis vietnamita, la cual conllevó a un cambio en el régimen.
La reiterada práctica de este sacrificio por parte de los monjes budistas (también llamados bonzos) conllevó a que el acto fuese conocido como «quemarse a lo bonzo» o «suicidarse a lo bonzo».

## Biografía
Los detalles sobre la vida de Thích Quảng Đức derivan de información difundida por varias organizaciones budistas. Estas sostienen que nació en el pueblo de Hội Khánh, ubicado en el condado de Vạn Ninh de la provincia Khánh Hòa en Vietnam. Nació bajo el nombre de Lâm Văn Tức, y fue uno de los siete hijos de Lâm Hữu Ứng y su esposa, Nguyễn Thị Nương. A los siete años de edad comenzó a estudiar el budismo bajo las enseñanzas de Hòa thượng Thích Hoằng Thâm, quien era su tío materno y guía espiritual. Thích Hoằng Thâm lo crio como un hijo, y Lâm Văn Tức cambió su nombre a Nguyễn Văn Khiết. A los 15 años de edad, recibió los votos de samanera (novicio) y fue ordenado como monje a la edad de 20 años, bajo el nombre Thích Quảng Ðức. Tras su ordenación, se trasladó a una montaña cerca de Ninh Hòa, donde permaneció durante tres años viviendo como ermitaño. Tiempo después regresó para abrir la pagoda de Thien Loc, ubicada en la montaña donde vivió.
Después de que finalizó su aislamiento, Thích Quảng Đức viajó por distintos lugares donde habló sobre el dharma. Tras dos años, realizó un retiro espiritual en la pagoda de Sac Tu Thien An, cerca de la ciudad de Nha Trang. En 1932, fue elegido como inspector de la Asociación Budista de Ninh Hòa, antes de convertirse en el inspector de los monjes de su provincia natal, Khánh Hòa. Durante este periodo en Vietnam central, fue responsable de la construcción de 14 templos. En 1934, se trasladó al sur de Vietnam donde habló sobre el budismo en varias localidades. Viajó además a Camboya, donde estudió algunos textos de la escuela budista Theravāda. Tras su regreso de Camboya, supervisó la construcción de otros 17 templos durante su estadía en el sur. El último de los 31 templos que construyó fue la pagoda de Quán Thế Âm (Avalokiteshvara), ubicada en el distrito de Phú Nhuận de la provincia de Gia Dinh, en las afueras de Saigón. La calle donde se encuentra el templo fue nombrada en su honor. Tras su construcción, Thích Quảng Đức fue nombrado presidente de la Comisión de Ritos Ceremoniales de la Congregación de Monjes Vietnamitas, y abad de la pagoda de Phuoc Hoa, primera ubicación de la Asociación de Estudios Budistas de Vietnam (ABSV). Cuando las oficinas de la ABSV fueron reubicadas en la pagoda de Xa Loi, la más importante de Saigón, Thích Quảng Đức renunció a su cargo con el fin de concentrarse en su práctica personal del budismo.

## Contexto religioso
En un país donde los sondeos indicaban que el budismo correspondía a un 70 o 90 por ciento de la población, el presidente Ngô Đình Diệm era miembro de la minoría católica, e implementó políticas consideradas como poco imparciales en el país. Su gobierno fue acusado de favorecer a la población católica en los servicios públicos y militares, al igual que en la asignación de tierras, acuerdos comerciales y beneficios fiscales. Este comportamiento se vio reflejado en los comentarios que Diệm hizo a uno de sus oficiales —sin saber que este era budista—, explicando que los oficiales católicos eran mucho más confiables por lo que los destinaba a tareas importantes. Varios miembros del Ejército de la República de Vietnam se convirtieron al catolicismo creyendo que sus aspiraciones como militares dependían de aquello. Además, la distribución de armamento para las milicias de los pueblos se realizaba solamente entre católicos y budistas que adoptasen esta religión. Algunos sacerdotes católicos formaron sus propios ejércitos privados, convirtiendo a las personas por la fuerza, realizando saqueos y destruyendo pagodas en ciertas áreas, actos que el gobierno no detuvo.
Algunas aldeas budistas se convirtieron en masa con el objetivo de recibir ayuda o evitar ser deportados por el régimen de Diệm. La calidad de «privado» que obtuvo el budismo por parte de los franceses, lo cual requería permisos oficiales para realizar actividades religiosas en público, no fue revocado por Diệm. Los católicos no realizaban el trabajo forzado al que estaban obligados el resto de los ciudadanos, además de recibir de manera desproporcionada la ayuda humanitaria proveniente de otros países. La Iglesia católica era dueña de grandes extensiones de tierra dentro del país, gozaba de ciertos beneficios como facilidades en la adquisición de propiedades, y sus territorios no fueron incluidos dentro de la reforma agraria. La bandera de la Ciudad del Vaticano era izada en los eventos públicos más importantes de la República de Vietnam, y Diệm «entregó» a su país a la Virgen María en 1959.
El descontento de los budistas estalló cuando a principios de mayo de 1963 se prohibió izar la bandera budista en el Vesak, día en que se celebra la existencia e iluminación de Buda Gautama. Días atrás, a los católicos se les había permitido izar la bandera de la Ciudad del Vaticano para celebrar el aniversario del arzobispo Ngo Dinh Thuc, hermano de Diệm. Una gran cantidad de personas protestó contra la prohibición, izando banderas budistas en Vesak y realizando una marcha frente a la estación de radiodifusión del gobierno. El 8 de mayo de 1963, fuerzas del gobierno dispararon contra la multitud, teniendo como resultado la muerte de nueve personas. La negativa de Diệm de asumir la responsabilidad —culpando al Vietcong por las muertes— generó un mayor número de protestas.

## Muerte

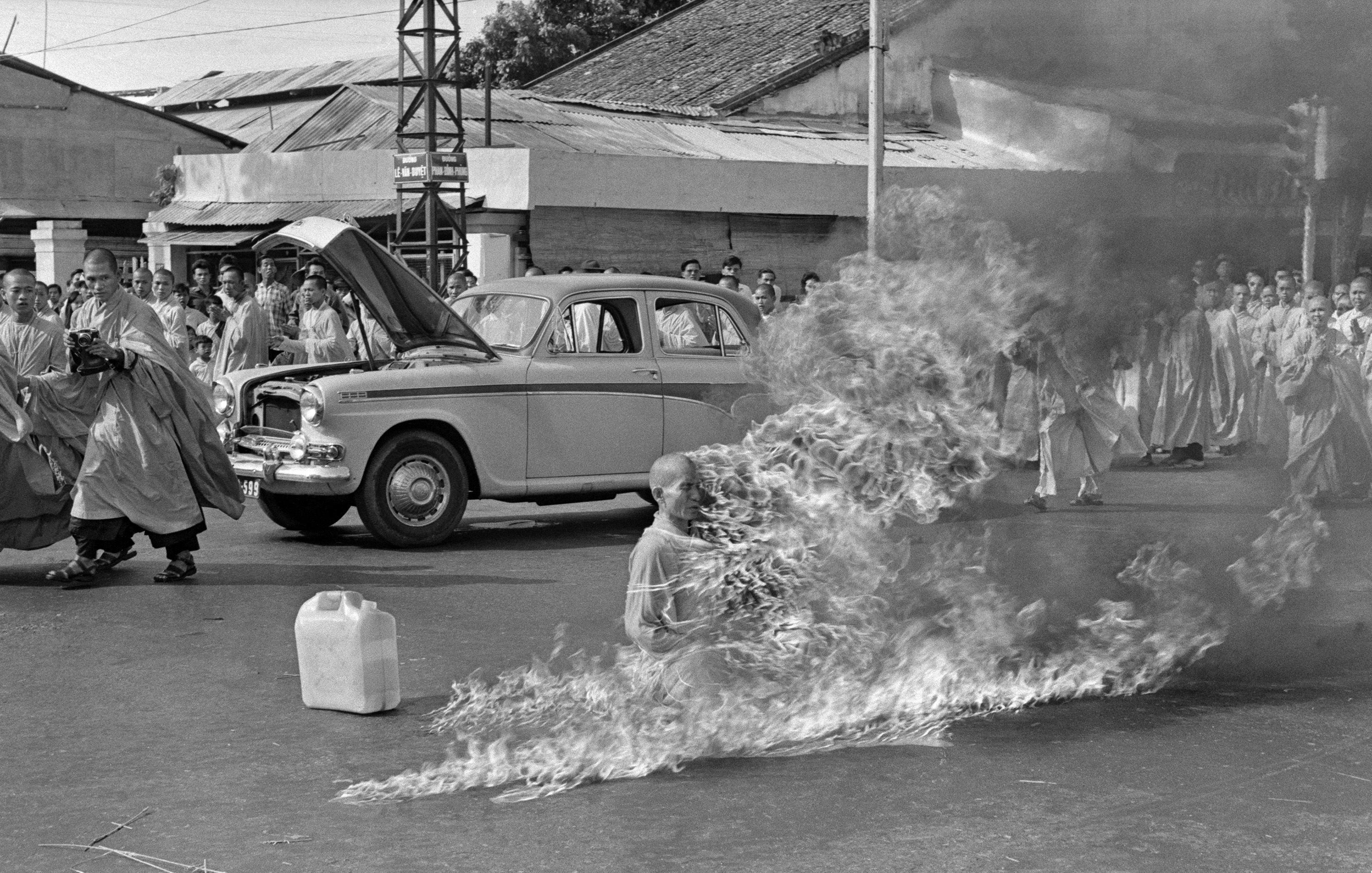
La foto de Malcolm Browne.

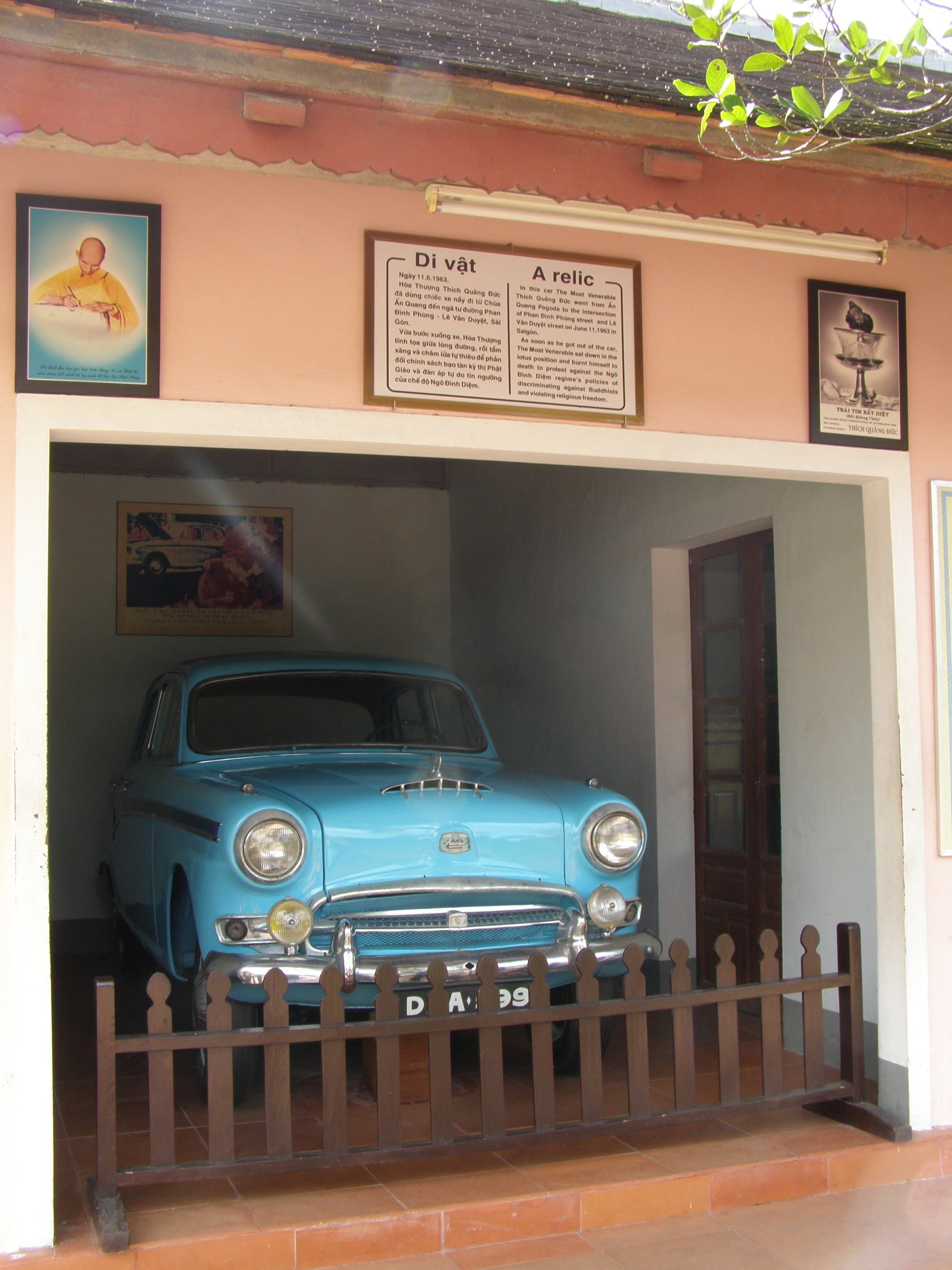
El automóvil en que Thích Quảng Đức llegó al lugar de su sacrificio. El vehículo es exhibido en la pagoda de Thien Mu, Huế.

El 10 de junio de 1963, un portavoz de los budistas informó a los corresponsales estadounidenses ubicados en Vietnam que «algo importante» ocurriría al día siguiente frente a la embajada de Camboya en Saigón. Varios periodistas ignoraron el mensaje, ya que el conflicto había durado cerca de un mes. Por lo tanto, sólo un pequeño número de corresponsales llegó al lugar, incluyendo a David Halberstam del periódico The New York Times y Malcolm Browne, presidente de la agencia de noticias Associated Press en Saigón.
Thích Quảng Đức llegó al lugar junto a una procesión que se inició en una pagoda cercana. Alrededor de 350 monjes y religiosos marcharon formados en dos grupos, precedidos por un automóvil Austin Westminster, llevando consigo pancartas escritas en vietnamita e inglés. Reclamaban contra el gobierno de Diệm y las políticas adoptadas contra los budistas, exigiendo que cumpliera con sus promesas sobre la igualdad religiosa. Aunque otro monje se había ofrecido para realizar el sacrificio, prevaleció la decisión de Thích Quảng Đức.
El hecho ocurrió en la intersección de las calles Phan Dinh Phung y Le Van Duyet. Thích Quảng Đức bajó del automóvil junto a otros dos monjes. Uno de los acompañantes puso una almohada en la calle mientras el otro abría el maletero del automóvil y sacaba un bidón de gasolina. A medida que la multitud se reunía alrededor del lugar, Thích Quảng Đức se sentó en la almohada adoptando la posición del loto. Después que vaciaron el contenido del bidón sobre su cabeza, Thích Quảng Đức recitó las palabras «Nam Mô A Di Đà Phật» («homenaje a Buda Amitābha»), prendió posteriormente un fósforo y se lo arrojó al cuerpo. El fuego consumió su ropa y carne, mientras el humo emanaba de su cuerpo en llamas.
Las últimas palabras de Thích Quảng Đức quedaron registradas en una carta que escribió antes de suicidarse:

Antes de cerrar los ojos y dirigirme hacia la figura de Buda, suplico respetuosamente al presidente Ngô Đình Diệm que tenga compasión de los habitantes de la nación y que desarrolle una igualdad religiosa que mantenga la fuerza de la patria para siempre. Llamo a los venerables, reverendos, miembros de la sangha y predicadores budistas para que se organicen y hagan sacrificios con el objetivo de proteger el budismo.

El periodista David Halberstam escribió:

Iba a ver la escena de nuevo, pero una vez fue suficiente. Las llamas venían de un ser humano; su cuerpo se marchitaba y secaba lentamente, su cabeza se ennegrecía y carbonizaba. Sentía en el aire el olor de la carne humana quemándose; los seres humanos se queman sorprendentemente rápido. Detrás de mí pude escuchar los sollozos de los vietnamitas que se reunían alrededor. Estaba demasiado horrorizado para llorar, demasiado confundido para tomar notas o hacer preguntas, demasiado desconcertado incluso para pensar... Mientras se quemaba no movió ni un músculo, no pronunció ni un sonido, su compostura contrastaba con los lamentos de las personas a su alrededor.

Los bomberos y policías que intentaron llegar a la escena fueron retrasados por la multitud de budistas que rodeaba el lugar. Uno de los policías se arrojó al suelo frente a Thích Quảng Đức, realizando una reverencia. La mayoría de los testigos se mantuvieron en silencio, mientras que el resto sollozaba o rezaba. Varios sacerdotes y religiosos, al igual que algunos transeúntes, hicieron reverencias frente al monje en llamas. Mientras esto ocurría, un monje repetía en vietnamita e inglés con un micrófono: «Un sacerdote budista se ha quemado hasta la muerte. Un sacerdote budista se ha convertido en mártir».
Después de aproximadamente 10 minutos, el cuerpo de Thích Quảng Đức cayó y el fuego bajó su intensidad. Un grupo de monjes se acercó al cadáver y lo cubrió con túnicas amarillas, lo levantaron e intentaron meterlo en un ataúd, pero sus extremidades no se doblaban, por lo que uno de los brazos sobresalía mientras llevaban el féretro a la pagoda de Xa Loi, ubicada en el centro de Saigón. Fuera de la pagoda, desplegaron pancartas escritas en inglés y vietnamita con las palabras: «Un monje budista se ha quemado en favor de nuestras peticiones». Cerca de mil monjes se reunieron en la pagoda, mientras una multitud de estudiantes hacía una barrera humana fuera del edificio; cuando la reunión finalizó, se dirigieron al lugar del sacrificio. La policía bloqueó el lugar, y arrestó a treinta religiosas y seis monjes que estaban rezando en la calle frente a la pagoda.

## Funeral y repercusiones

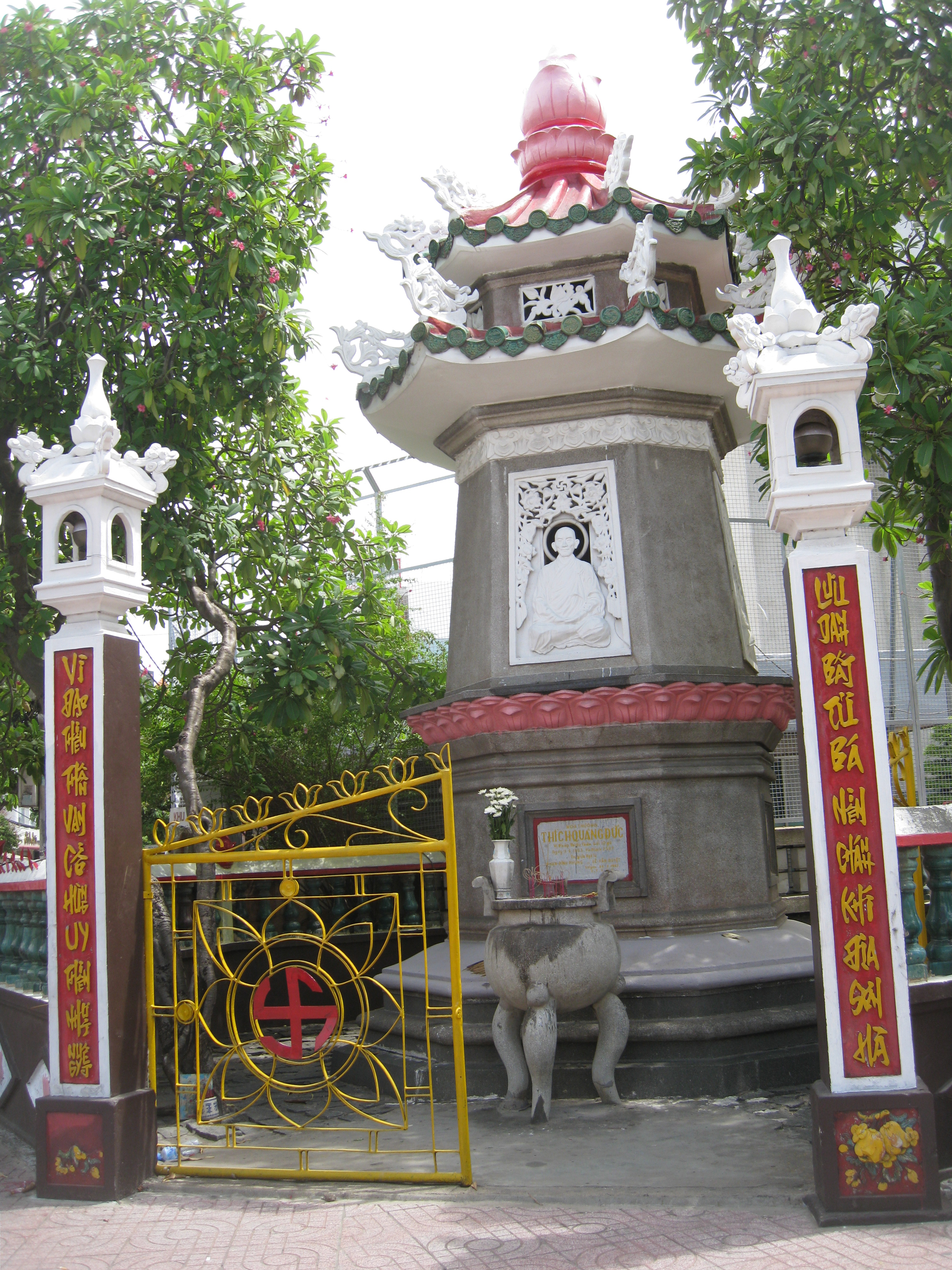
Memorial en honor a Thích Quảng Đức ubicado en Ho Chi Minh.

Tras este suceso, Estados Unidos presionó a Diệm para que reabriera las negociaciones. Diệm había planificado para el 11 de junio un gabinete de emergencia con el fin de discutir la crisis budista, la que, según él, se estaba calmando. Sin embargo, tras la muerte de Thích Quảng Đức, Diệm canceló la reunión y conversó de manera individual con sus ministros. El embajador de Estados Unidos en Vietnam, William Trueheart, alertó al ministro Nguyen Dinh Thuan que el gobierno debía llegar a un acuerdo, ya que la situación se estaba «acercando de manera peligrosa al punto de ruptura», esperando que Diệm acogiera las exigencias de los budistas. Dean Rusk, Secretario de Estado de los Estados Unidos, advirtió a la embajada de Saigón que la Casa Blanca rompería públicamente las relaciones con el régimen si esto no ocurría. El acuerdo entre el gobierno y los budistas fue firmado el 16 de junio de ese mismo año.
El funeral de Thích Quảng Đức fue fijado para el día 15 de junio, y aunque cerca de 4 mil personas se reunieron fuera de la pagoda de Xa Loi, la ceremonia se pospuso. Finalmente, el 19 de junio su cuerpo fue trasladado a un cementerio ubicado a 16 kilómetros de la ciudad, donde fue cremado. Tras la firma del acuerdo, la policía y líderes budistas decidieron limitar el número de asistentes al funeral a sólo 400 monjes.

### Corazón intacto y simbolismo
Aunque el cuerpo fue cremado durante el funeral, supuestamente el corazón de Thích Quảng Đức se mantuvo intacto. El órgano fue considerado como sagrado y guardado en un cáliz de vidrio en la pagoda de Xa Loi. La reliquia fue vista como un símbolo de compasión y Thích Quảng Đức pasó a ser reverenciado por los budistas vietnamitas como un bodhisattva (Bồ Tát), recibiendo el apelativo de Bồ Tát Thích Quảng Đức.
El funeral no fue el último acto en que se vieron involucrados los restos de Thích Quảng Đức. El 21 de agosto de ese mismo año, las Fuerzas Especiales de Nhu atacaron Xa Loi y otras pagodas de Vietnam. La policía secreta tenía el objetivo de confiscar las cenizas de Thích Quảng Đức, pero la urna había sido tomada por dos monjes, quienes huyeron de los soldados. A pesar de esto, los hombres de Nhu lograron apoderarse del corazón de Thích Quảng Đức.

### Reacción del gobierno

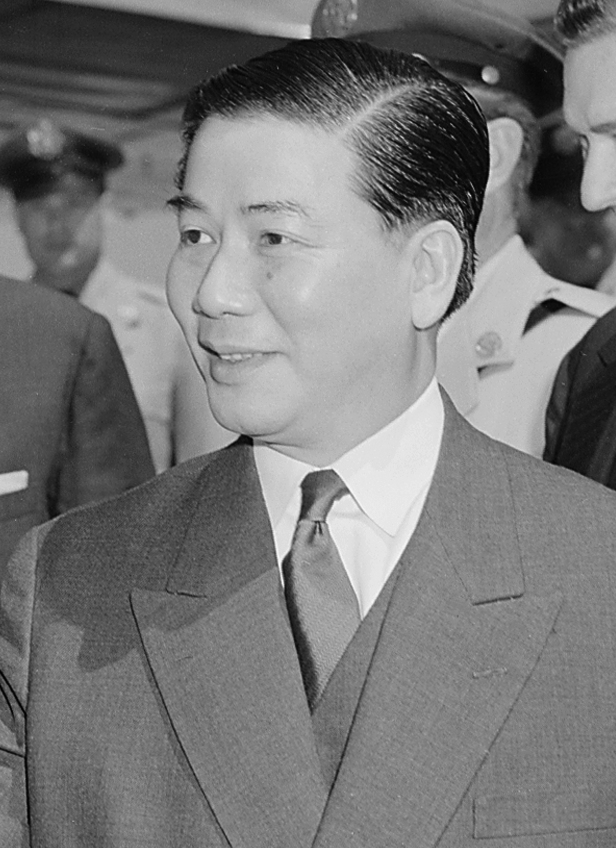
Presidente Ngo Dinh Diem.

Diệm se dirigió al país a través de la radio el día en que murió Thích Quảng Đức, declarando que se sentía preocupado por la naturaleza del evento. Apeló a la «serenidad y patriotismo» de los ciudadanos y anunció que reabriría las negociaciones con los budistas. Explicó que las negociaciones estaban progresando de buena manera y enfatizó la importancia del personalismo como método para enfrentar la crisis religiosa. Advirtió además que los extremistas habían tergiversado los hechos y afirmó que los budistas podían «confiar en la Constitución, en otras palabras, en mí».
El Ejército de la República de Vietnam respondió al llamado, apoyando a Diệm para mantener aislados a los oficiales disidentes. Treinta oficiales encabezados por el general Le Van Ty manifestaron su decisión de llevar a cabo todas las misiones encomendadas por las fuerzas armadas para proteger a la Constitución y la república. Sin embargo, la declaración sólo fue una manera de esconder los planes para derrocar a Diệm. Algunos de los signatarios participaron de manera activa en el golpe de Estado y posterior muerte de Diệm en noviembre de ese año. Los generales Duong Van Minh y Tran Van Don, consejero militar del presidente y jefe del ejército que iban a dirigir el golpe, se encontraban en el extranjero y no participaron de este compromiso.
Trần Lệ Xuân, esposa del hermano menor de Diệm, Ngo Dinh Nhu, y considerada como la primera dama de la República de Vietnam durante esa época, manifestó que «aplaudiría si veía el espectáculo de otro monje a la barbacoa»; este comentario aumentó el descontento por parte de los budistas. A finales de junio, el gobierno sostuvo que Thích Quảng Đức fue drogado antes de ser obligado a suicidarse. El régimen incluso acusó a Browne de haber sobornado al monje budista para que realizara dicho acto.

### Impacto político y mediático

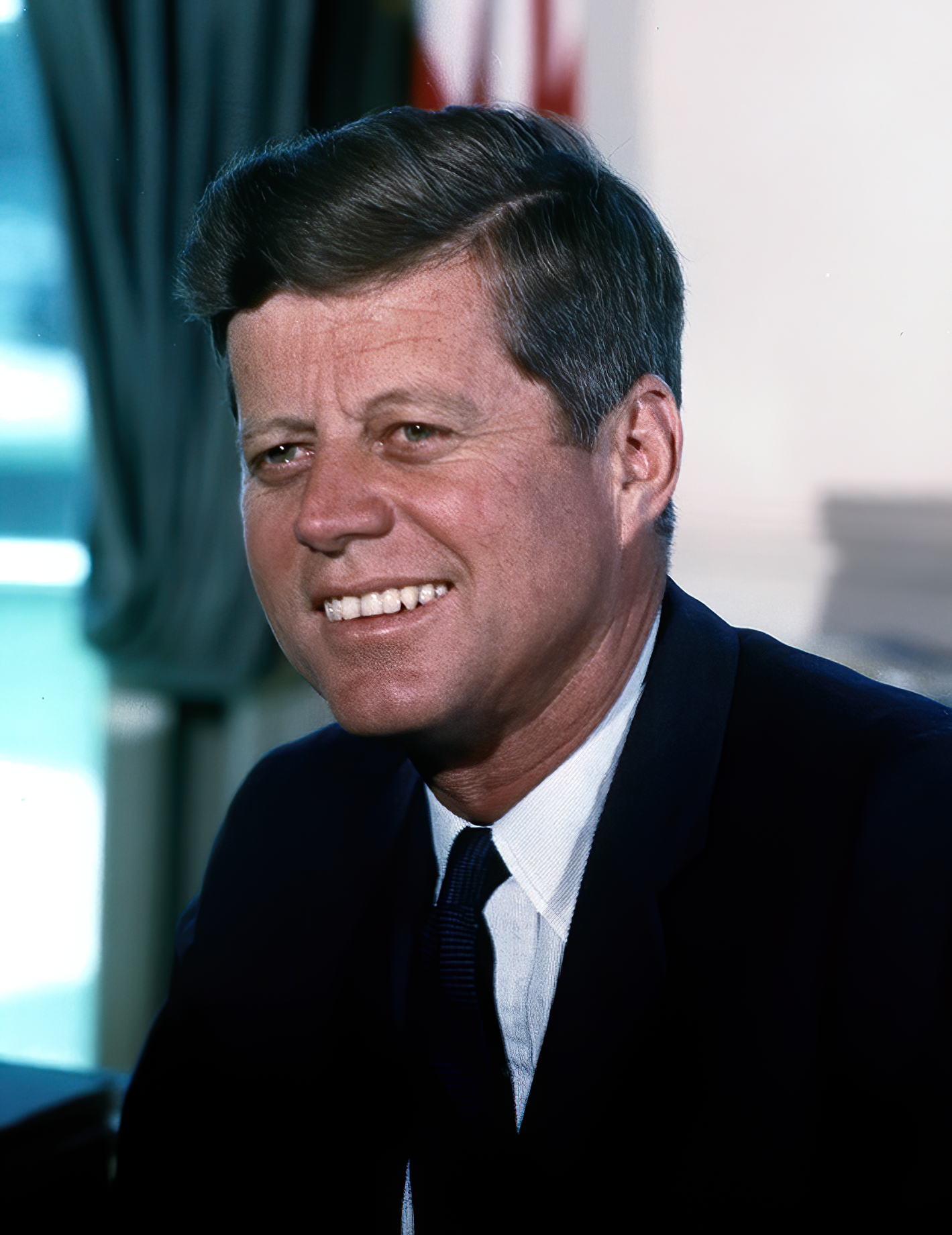
El presidente estadounidense John F. Kennedy sostuvo que «ninguna otra fotografía en la historia de la prensa ha generado tanta conmoción en el mundo como esta».

Las fotografías sacadas por Malcolm Browne dieron la vuelta al mundo a través de las agencias de noticias y ocuparon la primera plana de varios periódicos. El sacrificio fue considerado como un punto crucial dentro de la crisis religiosa y como el punto de quiebre que significó el colapso del régimen de Diệm. Aunque la idea de derrocar al presidente ya había sido tomada, el suicidio de Thích Quảng Đức fue visto como el detonante de dicho acto. El historiador Seth Jacobs afirmó que Thích Quảng Đức había «dejado en cenizas el experimento estadounidense de Diệm» y que «ningún tipo de súplicas podía mejorar la reputación de Diệm» una vez que las fotografías de Browne quedasen en la retina de la opinión pública mundial. Ellen Hammer sostuvo que el evento «mostró las oscuras imágenes de persecución y horror correspondientes a una realidad de Asia que los occidentales no conocían». John Mecklin, un oficial de la embajada de Estados Unidos, notó que la fotografía «tuvo un efecto de incalculable valor para la causa budista, convirtiéndose en un símbolo de las cosas que ocurría en Vietnam». William Colby, quien estaba a cargo de una división de la CIA, sostuvo: «[Diệm] manejó la crisis de una mala manera y permitió que esta creciera. Pero no creo que hubiera podido hacer mucho luego que el monje se quemó vivo».
El presidente estadounidense John F. Kennedy, cuyo gobierno apoyó el régimen de Diệm, supo del suicidio de Thích Quảng Đức a través de las fotografías de los periódicos, mientras hablaba por teléfono con su hermano, Robert F. Kennedy. Kennedy interrumpió la conversación sobre una segregación en Alabama al ver las imágenes. Posteriormente declaró ante los medios: «ninguna otra fotografía en la historia de la prensa ha generado tanta conmoción en el mundo como esta». El senador estadounidense Frank Church, miembro de la Comisión de Relaciones Internacionales del Senado, sostuvo que «escenas tan espeluznantes como estas no han sido vistas desde que los mártires cristianos marcharon por las arenas romanas». En Europa, las fotografías fueron vendidas como postales durante los años 60, mientras que la República Popular China repartió millones de copias por Asia y África, alegando que era una evidencia del «imperialismo estadounidense».
Las fotografías del suceso significaron un éxito de mercadotecnia para Browne y la agencia Associated Press (AP). Ray Herndon, el corresponsal de United Press International (UPI) que olvidó llevar su cámara ese día, fue duramente criticado por sus empleadores. La misma agencia UPI estimó que cerca de 5000 lectores en Sídney, con una población de 1,5 a 2 millones en ese entonces, se habían cambiado a AP. Tras el sacrificio de Thích Quảng Đức, el periódico Times of Vietnam, fiel al régimen de Diệm, lanzó ataques contra los periodistas estadounidenses y los budistas.
La fotografía de Browne sobre la muerte de Thích Quảng Đức ha sido utilizada en varias ocasiones. El grupo musical estadounidense Rage Against the Machine la usó como portada para su disco homónimo en 1992. La fotografía apareció además en el episodio Chef Goes Nanners de la serie animada South Park, donde el personaje de Chef quema a un monje budista en señal de protesta.

## Precedentes e influencia

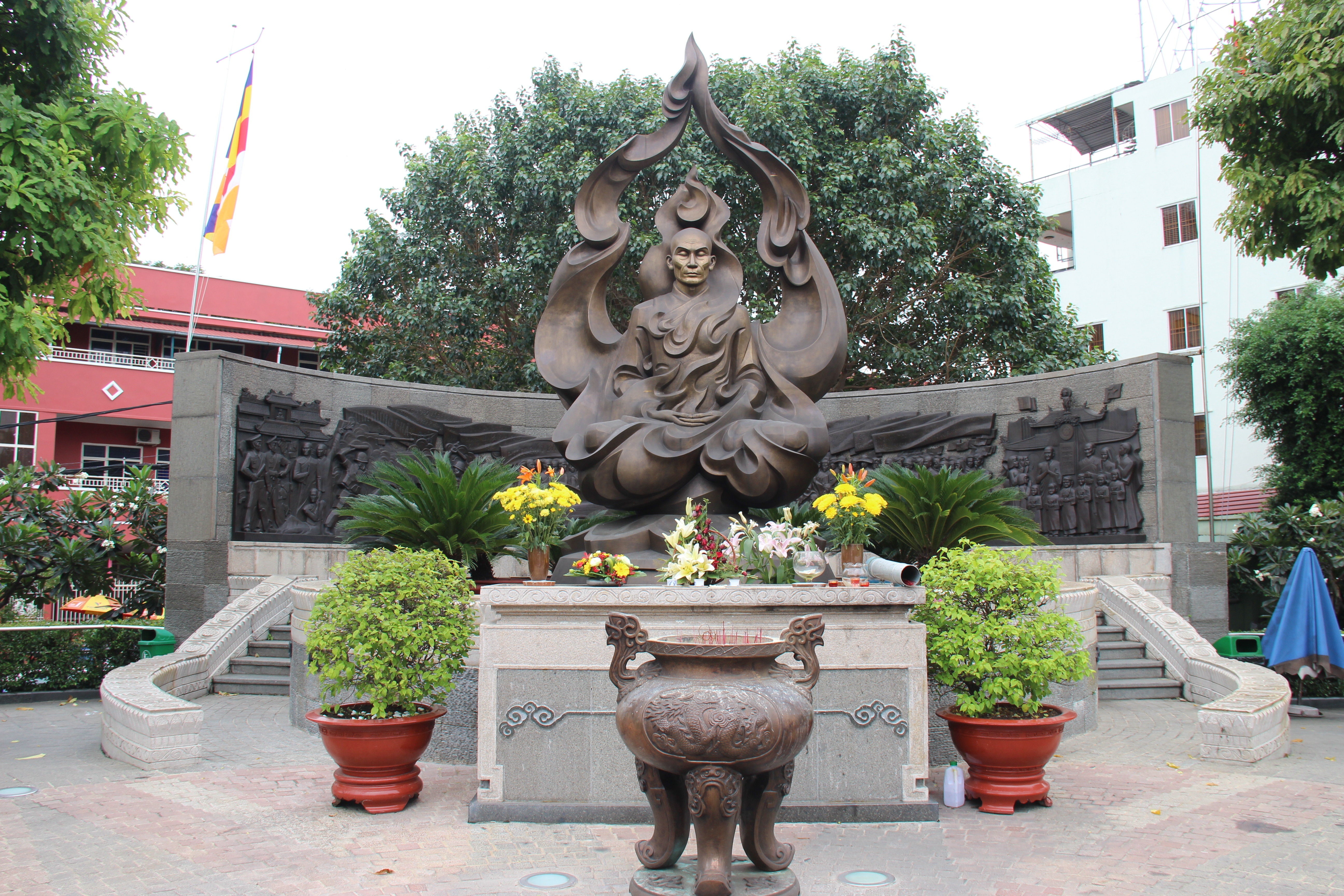
El Monumento al Venerable Thich Quảng Đức en la intersección donde Quảng Đức realizó su autoinmolación.

A pesar del impacto generado en occidente, este tipo de sacrificios no eran raros entre los monjes vietnamitas. El acto había sido realizado en Vietnam durante siglos, generalmente en honor a Buda Gautama. El caso más cercano al de Thích Quảng Đức ocurrió el año 1950 al norte del país. Las autoridades francesas habían tratado de erradicar la práctica desde su conquista en el siglo XIX, pero sin resultados. A principios del siglo XX, los periódicos de Saigón reportaron numerosos casos de este tipo. La práctica ha sido vista también en China: en 1949, un monje se quemó hasta la muerte en la ciudad de Harbin, esto como señal de protesta contra el trato recibido por parte del gobierno de Mao Zedong.
El sacrificio de Thích Quảng Đức fue copiado por otros cinco monjes budistas en octubre de 1963 debido a que las protestas continuaron. La reiterada práctica de este sacrificio por parte de los monjes budistas (también llamados bonzos) conllevó a que el acto fuese conocido como «quemarse a lo bonzo» o «suicidarse a lo bonzo». El 1 de noviembre de ese año, las Fuerzas Armadas de Vietnam realizaron un golpe de Estado contra Diệm, el cual tuvo como resultado su encarcelamiento y posterior asesinato.